# Eparchie sv. Petra a Pavla v Melbourne
Eparchie sv. Petra a Pavla v Melbourne je eparchie ukrajinské řeckokatolické církve, nacházející se v Austrálii.

## Území
Zahrnuje všechny věřící ukrajinské řeckokatolické církve, nacházející se na území Austrálie a Nového Zélandu.
Eparchiálním sídlem je město Melbourne, kde se také nachází hlavní chrám - Katedrála sv. Petra a Pavla.
Rozděluje se do 11 farností. K roku 2017 měla 34 530 věřících, 26 eparchiálních kněží, 1 řeholního kněze, 4 trvalé jáhny, 1 řeholníka a 13 řeholnic.

## Historie
Dne 10. května 1958 byl bulou Singularem huius papeže Pia XII. zřízen apoštolský exarchát Austrálie.
Dne 24. června 1982 byl exarchát bulou Christum Iesum papeže Jana Pavla II. povýšen na eparchii.

## Seznam apoštolských exarchů a biskupů
- Ivan Prasko (1958–1992)
- Peter Stasiuk, C.SS.R. (1992–2020)
- Mykola Byčok, C.SS.R. (od 2020)